# 四宮啓
四宮 啓（しのみや さとる、1952年6月4日 - ）は、日本の弁護士（渋谷パブリック法律事務所客員弁護士）、國學院大學法科大学院名誉教授。
アメリカ合衆国の陪審員制度に詳しく、司法制度改革推進本部の検討会委員として、裁判員制度の導入にも関わった。

## 経歴
- 千葉県鴨川市生まれ[1][6]
- 早稲田大学法学部卒業[6]
- 1981年：司法修習修了（33期）[2]、弁護士登録[6]
- 1994年 - 1995年：カリフォルニア大学バークリー校ロースクール客員研究員
- 2001年 - 2004年：日本弁護士連合会司法界改革調査室長
- 司法制度改革推進本部裁判員制度・刑事検討会委員
- 2004年 - 2009年：早稲田大学法務研究科（法科大学院）客員教授
- 2009年 - 2023年：國學院大学法科大学院教授[2]

## 著書

### 単著
- 『 O.J.シンプソンはなぜ無罪になったか : 誤解されるアメリカ陪審制度』、現代人文社、1997年
- 『陪審手引』、現代人文社、1999年
- 『バーチャル・陪審ハンドブック : もしも陪審員として裁判所に呼ばれたら』、花伝社、2001年

### 共編著
- （後藤昭、西村健、工藤美香との共編著）『実務家のための裁判員法入門』、現代人文社、2004年
- （西村健、工藤美香との共著）『もしも裁判員に選ばれたら : 裁判員ハンドブック』、花伝社、2005年
- （片山善博、国谷裕子との共著）『ここだけは聞いておきたい裁判員裁判 : 31の疑問に答える』、日本評論社、2009年
- （後藤貞人、高野隆、早野貴文との共編著）『裁判員裁判刑事弁護マニュアル』、第一法規、2009年

### 監修
- 『資料で見る陪審法判例集成』、学術選書、2000年
- 『制度即解!裁判員になってもあわてない本』、平凡社、2008年